# Daphne du Maurier
Daphne du Maurier (Londen, 13 mei 1907 – Par (Cornwall), 19 april 1989) was een Brits schrijfster van vooral historische en hedendaagse romans uit Cornwall. Haar bekendste werk Rebecca (1938) werd een klassieker en vormde de basis voor de gelijknamige film door Alfred Hitchcock die met een Oscar werd bekroond.

## Leven
Zij werd geboren in Londen als dochter van acteur/toneelleider Gerald du Maurier en actrice Muriel Beaumont. Ze was de kleindochter van de schrijver George du Maurier. Haar eerste roman, The Loving Spirit, werd uitgegeven in 1931.
Zij trouwde met luitenant-generaal Sir Frederick Browning met wie ze een zoon en twee dochters kreeg. Een van de weinige keren dat ze buiten haar romans om in de openbaarheid trad, was in 1977 als weduwe van Browning om hem te verdedigen tegen het kwade daglicht waarin hij gesteld werd in de film Een brug te ver (1976-1977) over de slag om Arnhem.
Tegen de tijdgeest in schreef ze eerst vooral klassieke historische romans. Later verkende ze de mogelijkheden van tijdreizen in de tegelijkertijd hedendaagse en historische roman The House on the Strand (1969). Ze schiep de horrorverhalen The Birds (1963) en Don't look now. Bekend is het al genoemde Rebecca, een gothic novel (gotische roman) waarin een jonge, tweede echtgenote wint van haar overleden rivale. Vele van haar werken werden verfilmd, zoals het in Cornwall spelende Jamaica Inn (1936), Frenchman's Creek (1942) en My Cousin Rachel (1951). De Alfred Hitchcock-film The Birds is gebaseerd op een van haar korte verhalen, evenals de film Don't Look Now. In een tv-programma, waarvan clips op internet staan, lichtte ze een aantal romans en verfilmingen kort toe.
Zij schreef ook non-fictie. In The Glass-Blowers beschrijft zij haar Franse voorgeslacht.
Zij werd Dame-commander of the British Empire en stierf in 1989 in haar huis in Cornwall, waar vele van haar werken zich afspeelden. Haar lichaam werd gecremeerd en de as verstrooid over de rotsen van Cornwall.
Er werd beweerd dat ze lesbische gevoelens had en intieme relaties met verschillende vrouwen, onder wie Gertrude Lawrence. Zelf beschreef ze haar persoon als tweeledig, zowel echtgenote en moeder maar met een mannelijk creatief principe achter haar romans. De mannelijke ik-persoon in The House on the Strand (1969) is overtuigend.

## Publicaties

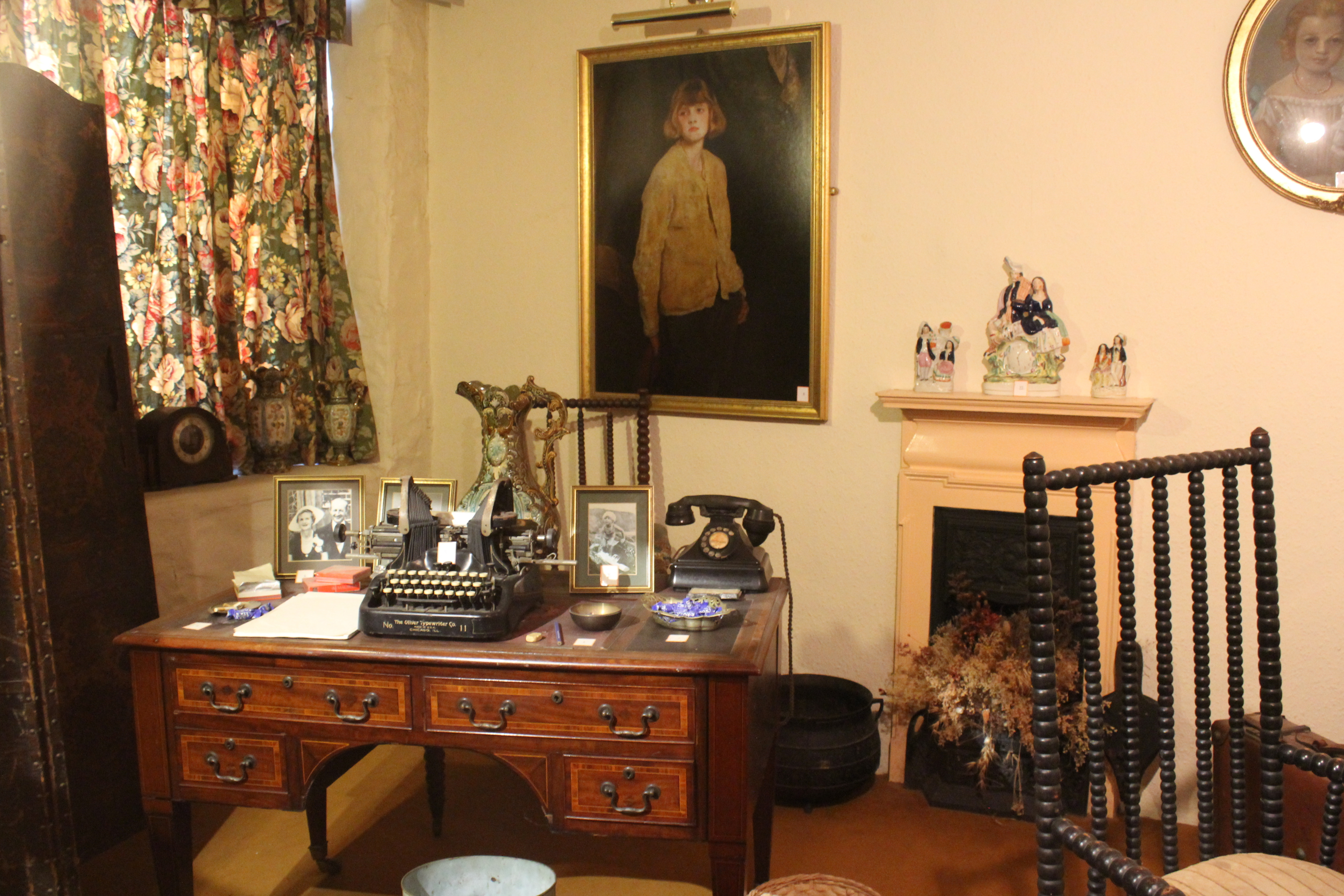
Reconstructie van het bureau van Daphne du Maurier in het Museum van de Smokkelaar, Jamaica Inn.

### Fictie
- The Loving Spirit (1931)
- I'll Never Be Young Again (1932)
- Julius (1933)
- Jamaica Inn (1936)
- Rebecca (1938)
- Rebecca (1940) (toneelstuk — du Mauriers eigen bewerking van haar roman)
- Happy Christmas (1940) (kort verhaal)
- Come Wind, Come Weather (1940) (verhalenbundel)
- Frenchman's Creek (1941)
- Hungry Hill (1943)
- The Years Between (1945) (toneelstuk)
- The King's General (1946)
- September Tide (1948) (toneelstuk)
- The Parasites (1949)
- My Cousin Rachel (1951)
- The Apple Tree (1952) (verhalenbundel)
- The Scapegoat (1957)
- Early Stories (1959) (verhalen geschreven tussen 1927–1930[3])
- The Breaking Point (1959) (verhalenbundel, ook bekend als The Blue Lenses)
- Castle Dor (1961) (met Sir Alfred Quiller-Couch[4])
- The Birds and Other Stories (1963) (heruitgave van The Apple Tree[5])
- The Flight of the Falcon (1965)
- The House on the Strand (1969)
- Not After Midnight (1971) (verhalenbundel, ook bekend als Don't Look Now[6])
- Rule Britannia (1972)

### Non-fictie
- Gerald (1934)
- The du Mauriers (1937)
- The Young George du Maurier (1951)
- Mary Anne (1954)
- The Infernal World of Branwell Brontë (1960)
- The Glass-Blowers (1963)
- Vanishing Cornwall (1967)
- Golden Lads (1975)
- The Winding Stairs (1976)
- Growing Pains—the Shaping of a Writer (1977) (ook bekend als Myself When Young—the Shaping of a Writer)
- Enchanted Cornwall (1989)

### Vertalingen
- Rebecca (1938) is vertaald door J.C. van Dietsch. Eerste druk in Nederland: 1941, Uitgeverij A.W. Sijthoff. Laatste herdruk als Poema pocket: 2009.
- Hungry Hill (1943) is vertaald in het Nederlands en gepubliceerd in de zogeheten "Margriet"-bibliotheek van De Geïllustreerde Pers N.V., Amsterdam. De titel is "De kopermijn. De geschiedenis van de familie Brodrick".
- My Cousin Rachel (1951) is vertaald door Cornelia Brinkman. De Nederlandse titel is Rachel (1952).
- The Apple Tree (1952) is ook vertaald door Cornelia Brinkman. De Nederlandse titel is Kus mij nog eens vreemdeling (1953).
- The Loving Spirit (1931) is vertaald in het Nederlands en gepubliceerd in de zogeheten "Margriet"-bibliotheek van De Geïllustreerde Pers N.V., Amsterdam. De titel is Janet (1960).
- Jamaica Inn (1936) is ook vertaald in het Nederlands en gepubliceerd in de "Margriet"-bibliotheek met als titel Herberg Jamaica (1964).
- The Scapegoat (1957) is vertaald in het Nederlands met als titel De Dubbelganger

## Verfilmingen
- Jamaica Inn (Alfred Hitchcock, 1939)
- Rebecca (Alfred Hitchcock, 1940 - in Nederland uitgebracht in 1947)
- Frenchman’s Creek (1944)
- The Years Between (1946)
- Hungry Hill (1947)
- My Cousin Rachel (1952)
- The Scapegoat (1959)
- The Birds (Alfred Hitchcock, 1963)
- Don’t Look Now (1973)
- The Scapegoat (2012)
- My Cousin Rachel (2017)
- Rebecca (2020)

## Musical
In Wenen heeft een musical van Michael Kunze en Sylvester Levay gespeeld, gebaseerd op het boek Rebecca, genaamd Rebecca. Deze musical zal naast Finland ook naar Broadway gaan. Voor Nederland heeft Joop van den Ende de rechten gekocht. Musical van Vlaanderen heeft ook laten weten interesse in het stuk te hebben.